# Blitz di Manchester
Il blitz di Manchester (noto anche come blitz di Natale) è stato un violento bombardamento da parte della Luftwaffe tedesca sulla città di Manchester e sulle aree circostanti nell'Inghilterra nord-occidentale durante la seconda guerra mondiale. Fu uno dei tre principali raid su Manchester, importante porto interno e città industriale; Trafford Park, nella vicina Stretford, era un importante centro di produzione militare.

## Raid su Manchester
I raid aerei iniziarono nell'agosto del 1940 e nel settembre dello stesso anno fu colpito il Palace Theatre di Oxford Street. I bombardamenti più violenti si verificarono nelle notti del 22/23 e 23/24 dicembre 1940, con una stima di 684 morti e più di 2.000 feriti. La cattedrale di Manchester, il Royal Exchange, la Free Trade Hall e la Manchester Assize Courts furono tra i grandi edifici danneggiati. Nella notte tra il 22 e il 23 dicembre furono sganciate 272 tonnellate di esplosivo e altre 195 tonnellate la notte successiva. Nelle due notti furono sganciati anche circa 2.000 ordigni incendiari. Gli aerei si sparpagliarono a ventaglio sulla città e adottarono la tattica di sganciare razzi seguiti dagli ordigni incendiari e da esplosivi, con successive serie di lanci mirati agli incendi causati dagli attacchi precedenti. Ci furono altri bombardamenti meno intensivi in tutta la Gran Bretagna e il 24 dicembre furono segnalate le perdite di due aerei tedeschi sulle isole britanniche: uno si schiantò in mare vicino a Blackpool e l'altro, carico di ordigni incendiari e razzi, precipitò in fiamme vicino a Etchingham, nel Sussex, senza lasciare superstiti.

## Salford e Stretford
Anche le vicine Salford, Stretford e altri quartieri furono gravemente danneggiati dai bombardamenti. Si stima che più di 215 persone siano state uccise e 910 ferite a Salford, e che più di 8.000 case siano state danneggiate o distrutte. 73 persone sono state uccise a Stretford, e molte altre sono rimaste ferite.
Nel giugno 1941, le bombe tedesche danneggiarono la struttura originaria del Salford Royal Hospital in Chapel Street, all'incrocio con Adelphi Street, uccidendo 14 infermiere.

## Altri raid
L'11 marzo 1941 lo stadio di calcio Old Trafford, sede del Manchester United F.C., fu colpito da una bomba indirizzata al complesso industriale di Trafford Park, distruggendo il campo e demolendo le tribune. Lo stadio fu ricostruito dopo la guerra e riaperto nel 1949; fino a quel momento lo United giocò allo stadio Maine Road del Manchester City.
Nel giugno 1941 le bombe tedesche danneggiarono la sede della polizia. Manchester continuò ad essere bombardata dalla Luftwaffe per tutta la durata della guerra e divenne il bersaglio delle bombe volanti V-1. La vigilia di Natale del 1944 i bombardieri Heinkel He 111 che sorvolavano la costa dello Yorkshire lanciarono 45 bombe volanti su Manchester. Nessuna V-1 atterrò a Manchester, ma 27 persone nella vicina Oldham furono uccise da una bomba vagante. Altre 17 persone rimasero uccise altrove e 109 rimasero ferite. I Mosquito De Havilland della RAF abbatterono un bombardiere tedesco sul Mare del Nord e ne danneggiarono gravemente un altro, facendolo precipitare in Germania.